# Pardo
|  | Wiktionary har en ordboksartikel om pardo. |

Pardo kan syfta på:
- Carlos Pardo (1975–2009), mexikansk racerförare
- Manuel Pardo (1834–1878), peruansk politiker
- Pável Pardo (född 1976), mexikansk fotbollsspelare
- Sebastián Pardo (född 1982), chilensk fotbollsspelare
- Emilia Pardo Bazán (1851–1921), spansk författare
- Felipe Pardo y Aliaga (1806–1868), peruansk författare, diplomat och politiker
- Mariano Pardo de Figueroa (1828–1918), spansk adelsman och filatelist